# Marie Zedelius
Marie Zedelius (* 27. Februar 1826 in Ovelgönne; † 4. April 1892 in Oldenburg) war eine deutsche Schriftstellerin, die auch unter dem Pseudonym F. L. Reimar publizierte.

## Leben
Sie war das zweitälteste Kind eines Arztes, der 1866 starb. Mit der Mutter und zwei jüngeren Schwestern zog sie nach Oldenburg. Ihre Schwester Theodore Zedelius war ebenfalls Schriftstellerin. 1863 begann sie Erzählungen und Novellen in zeitgenössischen Zeitschriften zu publizieren (Gartenlaube, Westermanns Monatshefte, Über Land und Meer, Daheim), die später auch zu Büchern zusammengefasst erschienen. Sie starb in Oldenburg im Alter von 66 Jahren.

## Werke
- Elisabeth und andere Novellen. Fischer, Norden 1875.
- Wechselnde Lichter. Novellen. 3 Bände. Kühtmann, Bremen 1875.
- Finstere Gewalten. Behrend, Berlin 1880. (Digitalisat)
- Doch. Lustspiel. Zipf, Berlin 1885.
- Durch die Brandung. Novelle. Behrend, Berlin 1877. (Digitalisat)
- Gelöste Bande. Novelle. Goldschmidt, Berlin 1888. (Digitalisat)
- Auf eigenen Füssen. Novelle. Goldschmidt, Berlin 1889.